# (863) Benkoela
(863) Benkoela ist ein Asteroid des Hauptgürtels, der am 9. Februar 1917 vom deutschen Astronomen Max Wolf in Heidelberg entdeckt wurde.
Die Herkunft des Namens ist nicht sicher bekannt. Einer Vermutung zufolge ist der Name von der Stadt Bengkulu in Indonesien abgeleitet.